# 河东街道 (秦皇岛市)
河东街道，是中华人民共和国河北省秦皇岛市海港区下辖的一个乡镇级行政单位。

## 行政区划
河东街道下辖以下地区：
工人南里第一社区、工人南里第二杜区社区、工人北里社区、新开里社区、安居里社区、东港里社区和煤港里社区。